# Јапанке
Јапанке су врста обуће које се носе у неформалним приликама. Састоје се од равног ђона и траке у облику латиничног слова Y која напред раздваја палац од осталих прстију на нози, а позади је причвршћена са обе стране.
Данас се носе широм света, а сматра се да потичу из античког Египта. Израз „јапанке” су добиле јер се носе у Јапану, а у тој држави су наследник обуће зване „зори”. У Сједињеним Државама јапанке су постале популарне пошто су их војници донели из Јапана након Другог светског рата. У 20. веку су постале неизоставна и популарна унисекс обућа за лето.

## Етимологија
Термин јапанка (flip-flop) се користи у америчком и британском енглеском од 1960-их да опише сандале са каишима. То је ономатопеја звука који испуштају сандале када се у њима хода.  У Аустралији се зову thongs (понекад и pluggers  ), jandals (првобитно заштићени назив настао од „јапанске сандале“) на Новом Зеланду,  slops или „plakkies“ у Јужној Африци  и Зимбабвеу, и tsinelas на Филипинима.
Широм света су познати под разним другим именима, укључујући папуче на Филипинима, Хавајима, Бахамима, Јамајци и Тринидаду и Тобагу.
У Русији, Украјини и пост-совјетским земљама зову се вијетнамки.
Једна од мана јапанки је да, уколико се носе превише дуго, могу да проузрокују болове у стопалима, ногама и зглобовима.

## Историја
Сандале са каишима - јапанке се носе хиљадама година, а датирају према сликама на древним египатским муралима из 4.000. п. н. е. Пар пронађен у Европи направљен је од листова папируса и стар је отприлике 1.500 година. Ове ране верзије јапанки прављене су од широког спектра материјала. Древне египатске сандале прављене су од папируса и палминог лишћа. Народ Масаји у Африци правио их је од сирове коже. У Индији су их правили од дрвета. У Кини и Јапану коришћена је пиринчана слама. Листови биљке сисал коришћени су за прављење канапа за сандале у Јужној Америци, док су староседеоци Мексика користили биљку јука.
Стари Грци и Римљани су такође носили верзије јапанки. Код грчких сандала, каиш за прсте се носио између првог и другог прста, док су римске сандале имале каиш између другог и трећег прста. Оне се разликују од сандала које су носили Месопотамци, са ременом између трећег и четвртог прста. У Индији су биле уобичајене сандале сродне chappal, без каишева, али са малим дугметом између првог и другог прста. Познате су као Paduka. 
Модерне јапанке су постале популарне у Сједињеним Државама пошто су војници који су се вратили из Другог светског рата са собом донели јапански зори. Појавиле су се 1950-их током послератног бума и након завршетка непријатељстава Корејског рата. Како су постале усвојене у америчку популарну културу, сандале су редизајниране и промењене у светле боје које су доминирале дизајном 1950-их.  Брзо су постале популарне због своје погодности и удобности, а биле су популарне у продавницама са предметима за плажу и као летње ципеле.  Током 1960-их, јапанке су постале чврсто повезане са начином живота на плажи у Калифорнији. Као такве, промовисане су као првенствено лежерни додатак, који се обично носи уз шортсеве, купаће костиме или летње хаљине. Како су постале популарније, неки људи су почели да их носе и у свечанијим приликама. 
Године 1962, Алпаргатас је пласирао верзију јапанки познатих као Havaianas у Бразилу. До 2010. године произведено је више од 150 милиона пари сваке године.  Јапанке су брзо постале популарне као лежерна обућа младих. Девојке би често украшавале своје јапанке металним додацима, привесцима, ланцима, перлама, каменчићима или другим накитом.  Модерне јапанке су доступне у кожи, антилопу и синтетичким материјалима. Варијанте јапанки са платформом и високом потпетицом почеле су да се појављују 1990-их, , а крајем 2010-их као „kit-flops“.
Мања контроверза избила је 2005. када су неке чланице националног тима у лакросу Универзитета Нортвестерн посетиле Белу кућу у јапанкама. Тим је одговорио на критике тако што је продао своје јапанке на eBay-у, прикупивши 1,653 УСД за младу пацијенткињу оболелу од рака, Жаклин Марфи из Хопвел Џанкшон, Њујорк, пријатељицом тима. Још увек се води дебата о томе да ли је ово био сигнал за фундаменталну промену у америчкој култури — многи млади сматрају да су јапанке елегантне и да се могу носити у различитим друштвеним контекстима, док старије генерације сматрају да ношење у формалним приликама означава лењост и удобност изнад стила.  Током 2011. године, током одмора на својим родним Хавајима, Барак Обама је постао први председник Сједињених Држава који је фотографисан у јапанкама.  Далај Лама са Тибета такође често носи јапанке и састајао се са неколико америчких председника, укључујући Џорџа В. Буша и Барака Обаму, док је носио ове сандале. 
Док је тачне бројке о продаји јапанки тешко добити због великог броја продавница и укључених произвођача, компанија са седиштем у Атланти Flip Flop Shops тврди да су ове ципеле биле одговорне за индустрију вредну 20 милијарди долара у 2009. Штавише, продаја јапанки је премашила продају патика по први пут 2006. године. Ако су ове бројке тачне, то је изванредно с обзиром на ниску цену већине јапанки. 

## Дизајн
Модерне јапанке имају веома једноставан дизајн, који се састоји од танког гуменог ђона са две траке које пролазе у облику слова Y са страна стопала до размака између палца и прста поред њега. Обично немају каиш око пете, иако су доступне варијанте са потпетицом, као и јапанке дизајниране за спорт, које долазе са додатном потпором уобичајеном за атлетске ципеле, са каишем између прстију. Већина модерних јапанки су јефтине, коштају само 5 долара или мање у неким деловима света. 
Направљене су од широког спектра материјала, као што су биле и древне сандале. Модерне сандале су направљене од модернијих материјала, као што су гума, пена, пластика, кожа, антилоп, па чак и тканина.  Јапанке направљене од полиуретана изазвале су неке бриге за животну средину; пошто је полиуретан идентификована као смола број 7, не може се лако разложити и дуго траје на депонијама.  Као одговор на ове забринутости, неке компаније су почеле да продају јапанке направљене од рециклиране гуме, као што је она од половних гума за бицикле, или чак од конопље,  а неке нуде програм рециклирања половних јапанки. 
Због каиша између прстију, јапанке се обично не носе са чарапама. Међутим, по хладнијем времену, неки људи носе јапанке са чарапама са прстима или једноставно повуку стандардне чарапе напред и скупљају их између прстију.  Јапанци обично носе таби, врсту чарапа са једним прорезом за каиш, са својим зори. 

## Здравствене и медицинске импликације и повреде
Иако јапанке пружају кориснику благу заштиту од опасности на тлу, као што су врући песак на плажи, стакло, ексери или чак од вируса који изазивају гљивице и брадавице у свлачионицама или базенима у заједници, њихов једноставан дизајн је одговоран за низ других повреда стопала и потколенице. 
Дуго ходање у јапанкама може бити веома тешко за стопала, што доводи до болова у глежњевима, ногама и стопалима.  Студија из 2009. на Универзитету Аубурн открила је да они који носе јапанке иду краћим корацима и да им пете ударају о тло са мање вертикалне силе од оних који носе атлетске ципеле.  Особама са равним стопалима или другим проблемима стопала саветује се да носе ципеле са бољом потпором.  Неки сматрају да је недостатак потпоре коју пружају јапанке главни узрок повреда. Неке јапанке имају сунђераст ђон, што доводи до тога да се стопало повлачи више према унутра него што је нормално када удари о тло. Јапанке могу да доведу до тога да особа претерано користи тетиве на ногама, што доводи до тендонитиса. 
Уганућа скочног зглоба или сломљене кости су такође уобичајене повреде због силаска са ивичњака или превртања; скочни зглоб се савија, али га јапанка нити држи нити подржава.  Каишеви јапанки могу изазвати проблеме са трењем, као што је трљање, током ходања. Јапанке са отвореним прстима могу довести до посекотина, огреботина, модрица.  Упркос свим овим проблемима, јапанке се не морају у потпуности избегавати. Многи педијатри препоручују избегавање јефтиних, апотекарских сорти и трошење више на сандале са дебелим ђоном, као и на оне које имају каиш који није платнени и који се враћа скоро до скочног зглоба. 